# Hemipodus heteropapillatus
Hemipodus heteropapillatus är en ringmaskart som beskrevs av Hartmann-Schröder 1962. Hemipodus heteropapillatus ingår i släktet Hemipodus och familjen Glyceridae. Inga underarter finns listade i Catalogue of Life.